# Town of Saints
Town of Saints was een indiefolkband uit Groningen. Het werd opgericht in 2010 en werd, nadat het verschillende ep's en albums had uitgebracht, opgeheven in 2024.

## Biografie
Town of Saints ontstond in de zomer van 2010 tijdens een rondreis van Harmen Ridderbos (van Electropoëzie) met Teake Damstra. Het tweetal trad, onder de naam Stain of Teflon, als straatmuzikanten op in verschillende hoofdsteden van Europa. Gedurende deze tournee voegde de Finse Heta Salkolahti, die Ridderbos ontmoet had tijdens een workshop voor songwriters in Innsbrück, zich bij het duo, waarmee de basis van de band werd gelegd.
In april 2011 gingen Ridderbos en Salkolahti, die een relatie waren begonnen, samen verder te gaan onder de naam Town of Saints. Nog hetzelfde jaar nam het duo haar eerste ep Never sleep op, die digitaal werd uitgebracht in eigen beheer. Met de toevoeging van drummer Sietse Ros, ging de band op tournee door Engeland, Schotland en Ierland. In het najaar van 2012 werd Never sleep officieel op cd uitgegeven.
In 2012 vertrok Ridderbos naar Salkolahti die toen nog in Finland woonde, om daar drie maanden door te brengen in Salkolahti's studiestad Jyväskylä. Hier nam het tweetal, in samenwerking met een aantal Finse gastmuzikanten, vier nummers op, die werden uitgegeven onder de naam The silent sea. Hierna volgden tours door Duitsland, Italië, Nederland en Scandinavië. Eind van 2012 voegde drummer Ros zich als vast bandlid bij de groep. In deze formatie speelde de band op Eurosonic Noorderslag in 2013. In mei 2013 werd The Silent Sea op cd uitgegeven, met daarbij 11 nummers, die de band live had opgenomen in een geluidsstudio in Leipzig.
In oktober 2013 verscheen Something to Fight With, het officiële debuutalbum van de band, waarop minder folkinvloeden te horen zijn, dan op de eerdere ep's, waardoor het geluid meer opschoof naar indierock.
Vier dagen na de release van Something to Fight With werd de band op tv-show De Wereld Draait Door door Matthijs van Nieuwkerk uitgeroepen tot 3FM Serious Talent met hun eerste single Carousel. Hierna volgden tours door Nederland en grote delen van Europa, waaronder een tour langs verscheidene kerken en bijzondere plekken in Noord-Europa..
In 2014 kreeg de band versterking van een nieuwe drummer, Jesse Bosman en basgitarist, Jukka Kiviniemi en volgden in dat jaar een groot aantal optredens op Europees Showcasefestival Eurosonic Noorderslag en een tour langs verschillende clubs in Nederland. In februari bracht de band hun tweede single Stand Up uit.. In maart werd de band genomineerd voor twee 3FM Awards, in de categorieën Best Alternative en Serious Talent.
In 2018 werd nog het album No Place Like This uitgebracht, maar daarna werd het steeds stiller rondom de band. Ridderbos en Salkolahti gingen zicht focussen op andere projecten; Ridderbos op Electropoëzie, Zeevonk Records en CAW CAW en Salkolahti op Suze who? en Felthouse. Officieel was de band niet uit elkaar, maar nieuwe muziek kwam er niet en veel optredens waren ook niet aanwezig. In 2024 besloot de band om er officieel een punt erachter te zetten en deden ze een afscheidtour om het definitief te maken.

## Bandleden
- Harmen Ridderbos - zang en gitaar
- Heta Salkolahti - viool en zang
- Jesse Bosman - drums
- Berend Rombouts - gitaar
- Jukka Kiviniemi - basgitaar

## Discografie
- Never sleep (ep, 2011)
- The silent sea (ep, 2012)
- The silent sea/Live in Leipzig (cd, 2013)
- Something to fight with (album, 2013)
- No Place Like This (album, 2016)